# Hochstetter-Frosch

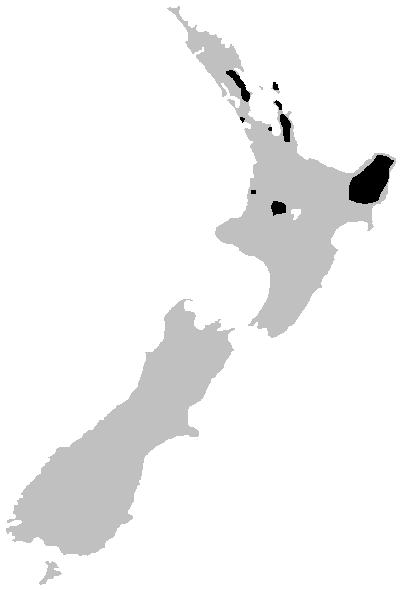
Verbreitungsgebiet auf der Nordinsel Neuseelands.

Der Hochstetter-Frosch (Leiopelma hochstetteri) ist eine Froschlurch-Art mit einzigem Vorkommen in Neuseeland. Sie ist eine von nur vier Arten der Neuseeländischen Urfrösche (Leiopelmatidae).

## Merkmale
Der Hochstetter-Frosch ist relativ klein, die Männchen erreichen eine Kopf-Rumpf-Länge von 38 Millimetern, die Weibchen werden bis zu 45 Millimeter groß. Die Frösche haben stämmige Gliedmaßen, die vorderen Gliedmaßen sind bei den Männchen dicker und muskulöser als bei den Weibchen. Sie dienen der Umklammerung der Weibchen bei der Paarung. Die Frösche sind meist braun bis olivgrün gefärbt, manche zeigen aber auch eine grüne Färbung.
Der Hochstetter-Frosch besitzt kein Tympanum und keine Schallblasen. Drüsige Haut befindet sich an den Flanken, den Beinen und dem Bauch, der Rücken ist jedoch wenig von Drüsen überzogen.

## Verbreitung
Die Art kommt in kleinen Populationen ausschließlich auf der Nordinsel vor.

## Lebensweise
Der Hochstetter-Frosch lebt im seichten Wasser von Flüssen und Bächen in schattigen Wäldern bis in eine Seehöhe von 800 Metern. Er ist nachtaktiv und sucht tagsüber Unterschlupf unter Steinen und Holz.

## Forschungsgeschichte
Erstmals beschrieben wurde die Art von Leopold Fitzinger 1861 im Zuge der Auswertung des bei der Novara-Expedition gesammelten Belegmaterials. Der Geologe und spätere Leiter des Naturhistorischen Hofmuseums in Wien, Ferdinand von Hochstetter, hatte zwei Exemplare dieser Frösche, die von Einheimischen beim Goldwaschen in den Bächen der Nordinsel gefangen worden waren, nach Europa gebracht. Sie befinden sich noch heute in der Typensammlung des Museums. Zur Zeit der Erstbeschreibung war der Hochstetter-Frosch die einzige aus Neuseeland bekannte Froschart. Neben einigen aus Australien eingeführten Froscharten gibt es in Neuseeland nur die vier Arten der Gattung Leiopelma.